# Natatolana curta
Natatolana curta is een pissebed uit de familie Cirolanidae. De wetenschappelijke naam van de soort is voor het eerst geldig gepubliceerd in 1910 door Harriet Richardson.